# Peter Markle
Peter Markle is een Amerikaanse regisseur. Hij is getrouwd met actrice Melinda Culea, die onder meer in de televisieseries The A-Team en Knots Landing speelde.
Markle regisseerde onder meer deze films en televisieseries:
- Flight 93
- Bat*21
- Breaking Point
- CSI: Crime Scene Investigation
- Wagons East!